# النواة الهامشية للحبل الشوكي
النواة الهامشية للحبل الشوكي (بالإنجليزية: Marginal nucleus of spinal cord)‏ هي نواة تقع في الجانب الظهري من القرن الظهري للحبل الشوكي. تتلقى الخلايا العصبية الموجودة هنا مدخلات بشكل أساسي من قناة ليساور وتنقل المعلومات المتعلقة بالألم والإحساس بدرجة الحرارة. لا يمكن تعديل الإحساس بالألم المنقول هنا، على سبيل المثال. الألم الناتج عن حرق الجلد. تساهم محاور الخلايا العصبية في القناة الشوكية المهادية الجانبية.